# Oaza
Oaza (grč. ὄασις, kasnolatinski oasis, koptski ouahe) je površinom ograničeno područje gdje postoji dovoljna količina vode za bujnu vegetaciju. U užem smislu riječi, odnosi se na takva područja u pustinjama, gdje ima važnu ulogu za život kako biljki tako i životinja.
Oaza je zeleni otok u sušnom okolišu, najčešće u pustinjama. Može biti nastanjena, ali i nenastanjena, s intenzivnom poljoprivredom, ali i samo s nekoliko palmi. Ako je nastanjena, obradive površine se obično umjetno navodnjavaju. Poljoprivreda je najčešće organizirana na način, da se ista obradiva površina istovremeno koristi za više kultura. Između i ispod najviših stabala, uglavnom palmi datulja koje su najviše, sade ili siju se druge kulture, kao naranče, kukuruz i niz drugih korisnih biljki. Polja u oazama su najčešće kvadratna, oivičena kanalima za navodnjavanje. Naselja su uz rub navodnjavanih površina, a obrada je vrlo radno intenzivna.
Najveća oaza na svijetu je Hasa u Saudijskog Arabiji.

## Vrste oaza
Oaze se razlikuju pojavnim oblikom vode u njima.
- Oaza s podzemnom vodom
- Arteška oaza
- Oaza s dubokim bunarima

kao i nekoliko vrsta oaza do kojih su ljudi na razne načine doveli vodu.

## Vanjske poveznice
- Pustinja i oaze  Arhivirana inačica izvorne stranice od 14. travnja 2010. (Wayback Machine)
- Svijet oaza  Arhivirana inačica izvorne stranice od 30. rujna 2007. (Wayback Machine)
- Rad univerziteta u Hamburgu o oazama i srodnim temama  Arhivirana inačica izvorne stranice od 11. lipnja 2007. (Wayback Machine)